# Louis de Guise, baron d'Ancerville
Louis de Guise, né le 14 décembre 1588 et mort le 4 décembre 1631 à Munich, était le fils illégitime que le cardinal de Lorraine Louis II de Guise eut d'Aymerie de Laischeraine, dame de Grimaucourt. 
Cousin et favori du duc de Lorraine Henri II, il fut  gouverneur de Bitche, grand chambellan, sénéchal de Lorraine. En outre, il fut fait baron d'Ancerville, comte de Boulay, prince de Phalsbourg et Lixeim.

## Un prince illégitime
Sa naissance illégitime, quelques jours seulement avant que son père naturel fut assassiné à Blois, n'empêcha nullement Louis de Guise d'avoir sa place dans le jeu matrimonial et politique de la famille de Lorraine.
Il fut élevé à la cour de Lorraine. Proche du duc Henri II et l'un de ses favoris, Louis de Guise fut d'abord pressenti pour épouser sa fille la princesse et future duchesse Nicole ; mais la noblesse lorraine s'y opposa, trouvant qu'un bâtard de la Maison de Guise était trop peu digne d'accéder au trône ducal. 

Il épousa alors, en 1621, Henriette de Vaudémont, petite-fille du duc Charles III, tandis que le frère d'Henriette, futur duc Charles IV, épousait lui-même Nicole.

## Un prince authentique

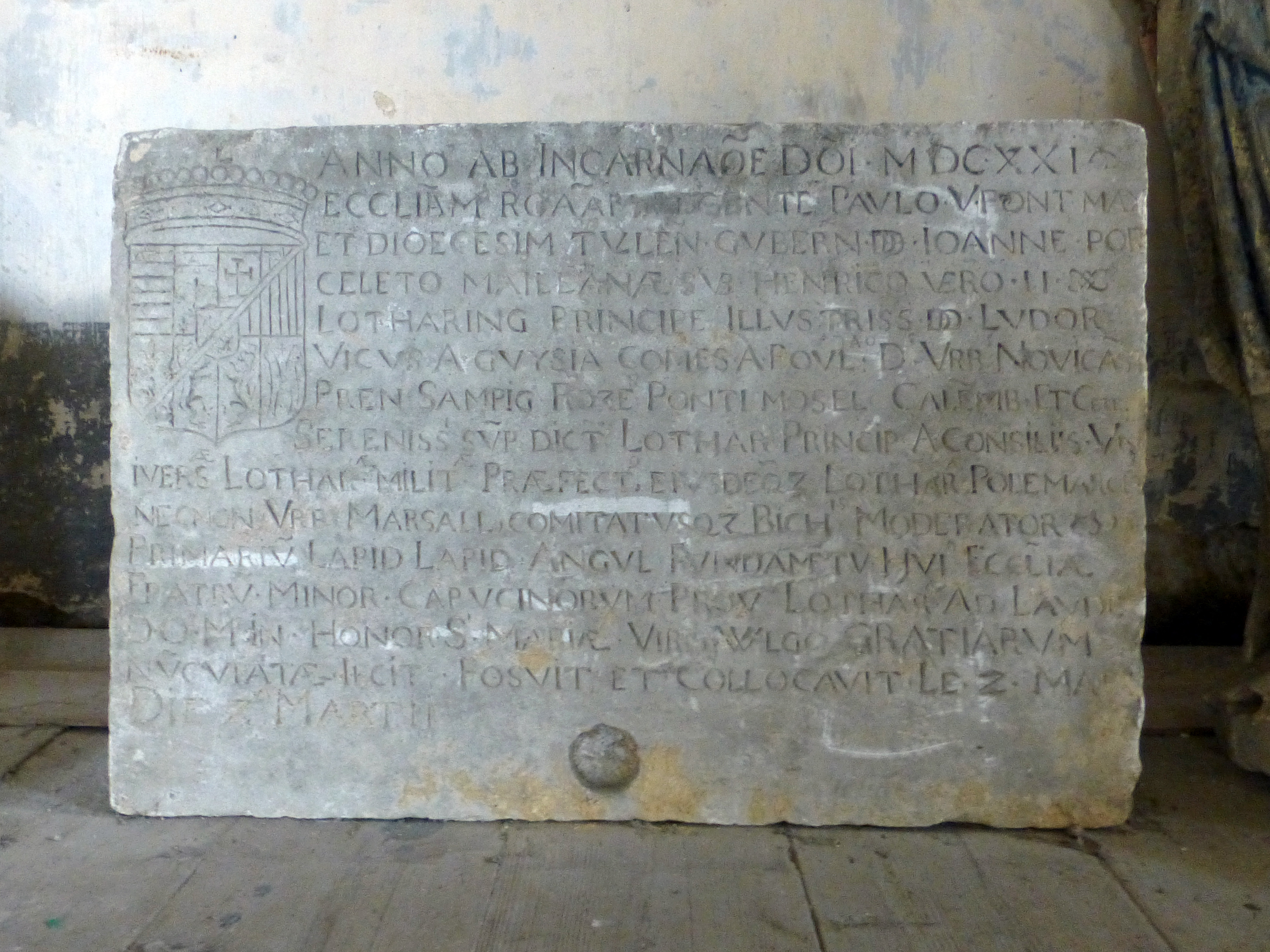
Pierre de fondation de l'église des capucins de Neufchâteau, aux nom et armes de Louis de Guise (1621).

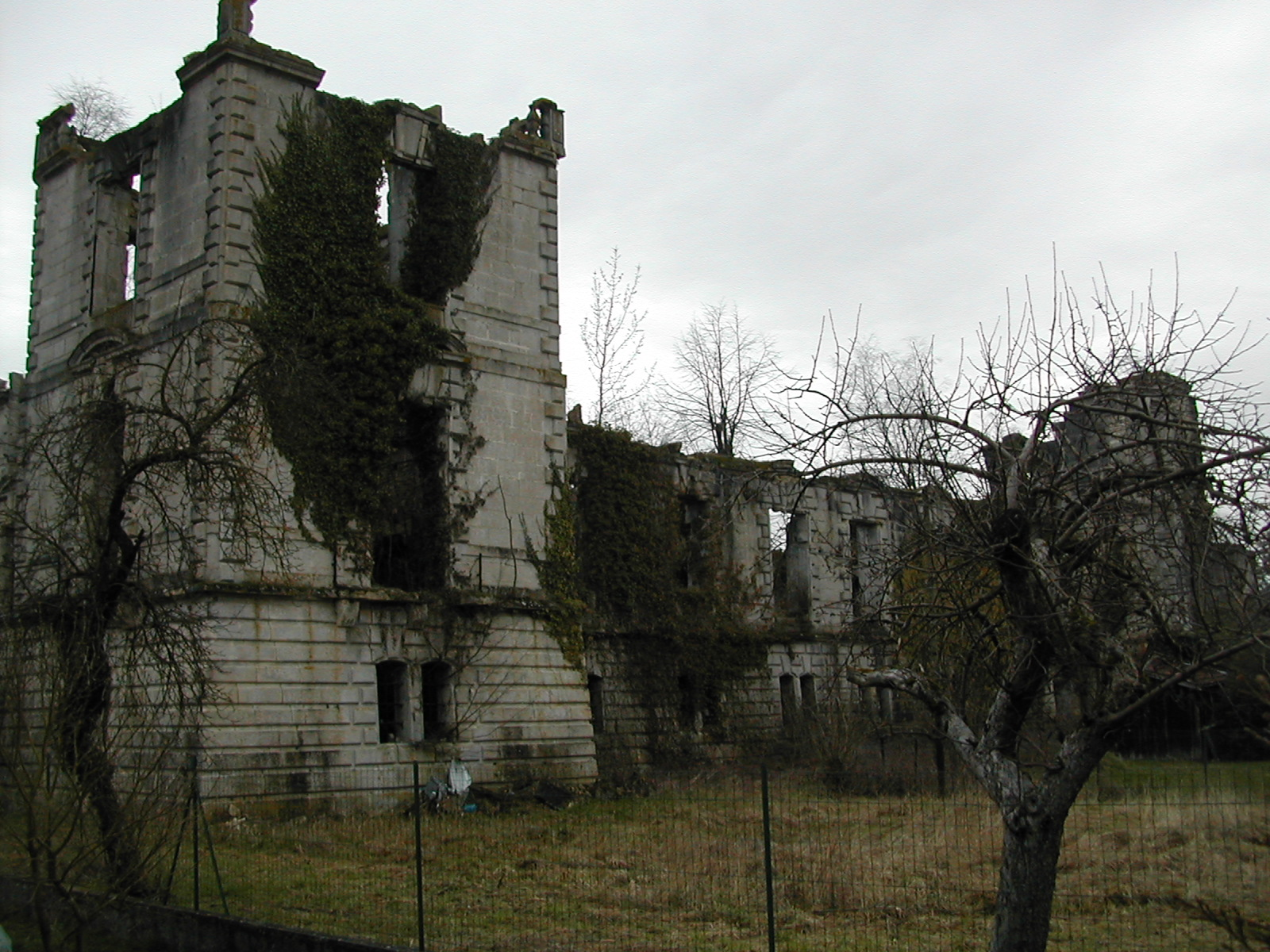
Château de Sampigny

En 1619, par suite d'un accord entre Louis de Guise et le couvent de Sainte-Marie, il est enjoint aux habitants de Regniéville d'aller moudre aux moulins de Gaulange et de Vilcey-sur-Trey
Louis possédait en propre la baronnie d'Ancerville. En 1629 son beau-frère Charles IV devenu duc de Lorraine voulut donner à sa sœur Henriette de Lorraine le titre de princesse, et érigea en une principauté, pour elle-même et son mari, les seigneuries de Phalsbourg et Lixheim : la principauté de Phalsbourg et Lixheim. Callot grava un célèbre portrait équestre de Louis de Guise sous le titre de prince de Phalsbourg.
Louis posséda en outre les titres de comte de Boulay, de Bitche et d'Hombourg, de baron d'Aspremont, de Neufchâteau et de Sampigny. Le vieux château de Sampigny était délabré, aussi Louis et Henriette firent-ils entreprendre, en dehors du périmètre de l'ancien édifice, la construction d'un nouveau château digne de leur rang.
Du même tempérament fantasque que son frère Charles IV, Henriette était inconstante ; Louis s'éloigna d'elle pour soutenir le duc, engagé en Bavière contre les Suédois. Le prince de Phalsbourg y trouva la mort en 1631, à Munich. Quelque temps plus tard, Henriette fit ramener le corps de son mari à Sampigny, où il fut inhumé dans l’église Sainte-Lucie.
Les deux maris suivants d'Henriette de Lorraine portèrent également le titre de prince de Phalsbourg.